# Exoprosopa annandalei
Exoprosopa annandalei är en tvåvingeart som beskrevs av Enrico Adelelmo Brunetti 1909. Exoprosopa annandalei ingår i släktet Exoprosopa och familjen svävflugor.
Artens utbredningsområde är Myanmar. Inga underarter finns listade i Catalogue of Life.